# Jenkins (Mondkrater)
Jenkins ist ein Einschlagkrater am östlichsten Rand der Mondvorderseite, westlich des Mare Smythii, südwestlich des Kraters Schubert, zwischen dessen beiden Nebenkratern Schubert X und Schubert J eingelagert. Der Krater wird auf der westlichen Seite von Nobili überlagert.
Der Krater wurde 1982 von der IAU nach der amerikanischen Astronomin Louise Freeland Jenkins offiziell benannt.